# Бастида, Сье
Сье Бастида (исп. Xiye Bastida; род. 18 апреля 2002 года, Атлакомулько, Толука-де-Лердо, Мехико, Мексика) — мексикано-чилийская активистка в борьбе с изменениями климата и член коренной мексиканского народа отоми — тольтеков. Она является одним из организаторов программы «Пятницы для будущего» в Нью-Йорке и одним из главных от представителей коренных народов и иммигрантов в борьбе против изменения климата. Она входит в административный комитет Народного движения за климат, а также участвовала в движении Sunrise Movement и Extinction Rebellion. Она является соучредителем Re-Earth Initiative — международной некоммерческой организации, которая является инклюзивной и интерсекциональной, «как и должно быть любое движение против изменения климата».

## Биография
Бастида родилась в Атлакомулько (Мексика) в семье Миндахи и Джеральдин, которые также являются защитниками окружающей среды и выросла в городе Сан-Педро-Тультепек в муниципалитете Лерме. Она из племени отоми-тольтеков и ацтеков по отцовской линии и белых латиноамериканцев по материнской линии. Бастида имеет гражданство Мексики и Чили.
В 2015 году Бастида вместе с семья переехали в Нью-Йорк после сильного наводнения, обрушившегося на их родной город Сан-Педро-Тультепек после трех лет засухи.
Бастида посещала школу Бикон. В 2020 году поступила в Пенсильванский университет.

## Деятельность

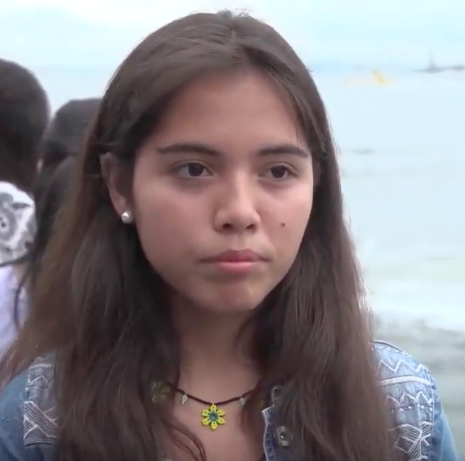
Бастида во время прибытия Греты Тунберг (Нью-Йорк, 2019 год)

Бастида начала свою деятельность с экологического клуба, который протестовал в Олбани и возле ратуши Нью-Йорка и лоббировал CLCPA (Закон о защите климата и общественных лидеров) и законопроект о грязных зданиях. Именно тогда она услышала о Грете Тунберг и её выступлениях.
Бастида выступила с речью о космологии коренных народов на 9-м Всемирном форуме городов Организации Объединённых Наций и была удостоена награды «Дух ООН» в 2018 году.
15 марта 2019 года Бастида стала лидером средней школы Бикон в первой крупной климатической забастовке в Нью-Йорке. В сентябре 2019 года она вместе с Александрией Вилласенор встретили Тунберг, которая приплыла из Европы на лодке для участия в саммите ООН по климату.
Сье называют «американской Гретой Тунберг». Однако она заявила, что называть молодёжных активистов именем Греты их страны умаляет личный вклад её.
В декабре 2019 года Teen Vogue выпустил короткометражный документальный фильм с Бастидой «Мы поднимаемся». Бастида также сотрудничала с компанией 2040 фильмс, чтобы создать короткое видео под названием «Представь будущее», в котором исследуется, как могут выглядеть пейзажи в будущем.
Бастида внесла вклад в сборник «Все, что мы можем спасти» — антология женщин, пишущих об изменении климата. Недавно она выступила на Саммите лидеров по климату, организованном администрацией Байдена, выступив с призывом к мировым лидерам активнее участвовать в борьбе с изменениями климата.
Не имея возможности голосовать в США, не является гражданином США, Бастида выразила поддержку сенатору от Массачусетса Элизабет Уоррен на президентских выборах 2020 года, подчеркнув при этом двухпартийность движения за климат.

## Фильмография
- Мы поднимаемся (2019)
- Представь будущее (2020)